# La Neuville-en-Tourne-à-Fuy

La Neuville-en-Tourne-à-Fuy este o comună în departamentul Ardennes din nordul Franței. În 1 ianuarie 2022 avea o populație de 531 de locuitori.